# Ducado de Cardona
El ducado de Cardona es un título nobiliario español, con grandeza de España inmemorial, creado en fecha desconocida de 1482 por los Reyes Católicos, a favor de Juan Ramón Folch IV de Cardona y Urgel, V conde de Cardona.

## Denominación
Su denominación hace referencia a la localidad de Cardona, (Barcelona).

## Antecedentes
Inicialmente surgió el señorío de Cardona desde 791, como señorío territorial, convirtiéndose posteriormente, ya con título nobiliario, en vizcondado de Cardona desde 1040, elevado a condado de Cardona, el 4 de diciembre de 1375, y finalmente elevado a ducado de Cardona en fecha desconocida de 1482. El primitivo señorío del vizcondado de Cardona, nació a partir del vizcondado de Osona en el siglo XI, y a finales del siglo X quedaría en manos de la familia Cardona.

## Nota
El primitivo condado de Cardona, de 14 de diciembre de 1375 que luego dio lugar a este ducado de Cardona, es anterior y totalmente independiente del condado de Cardona que creó el Archiduque-Pretendiente Carlos de Austria el 1 de marzo de 1722 a favor de José Folch de Cardona y Eril, y que fue confirmado por Felipe V, con grandeza de España el 28 de octubre de 1727.

## El linaje Cardona

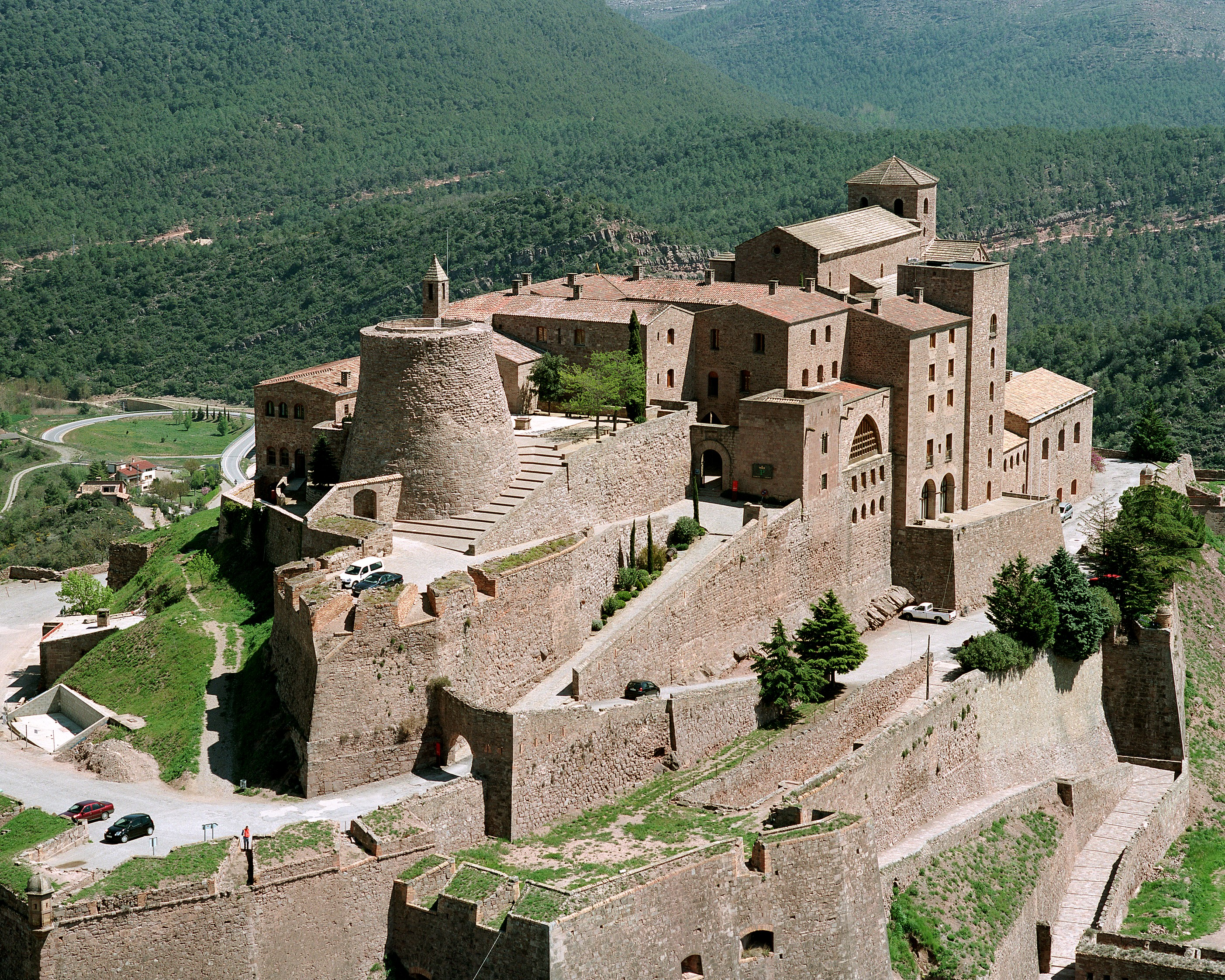
Castillo de Cardona.

La genealogía sitúa los orígenes de la casa de Cardona en el 791, en su línea femenina, a partir de una hermana de Carlomagno, Argència, casada con Folch d'Anjou.
Pero es a principios del siglo X cuando los Cardona entran en el escenario de la historia. En 911 Ermemir I, fundador del linaje, aparece por vez primera documentado en el testamento del conde Wifredo II Borrell.  En 986, el conde Borrell II reedificó Cardona y sitúa sus habitantes bajo el patrocinio del vizconde Ermemir II, nieto de Ermemir I y hermano de Arnulf, obispo de Vich.  Este obispo fue figura notable de su época, consejero del conde Ramón Borrell y amigo de Gerberto de Aurillac.
En este momento, los miembros del linaje todavía ostentan el título de vizcondes de Osona, si bien serán los primeros en tomar un nombre vizcondal propio, independientemente del condado donde ejercían sus funciones delegadas de los condes barceloneses. Entre el siglo XI y el siglo XV, los Cardona –vizcondes, condes y duques–, descendientes de los primitivos vizcondes de Osona, darán al país guerreros, almirantes, abades, obispos, cardenales, diplomáticos, consejeros reales y virreyes.
Los vizcondes de Osona-Cardona contaban con importantes castillos como el de Tagamanent, Brull, Savassona –residencia de la familia–, Rupit y Caserras. La vinculación de los Cardona con el monasterio de San Pedro de Caserras es muy estrecha. Comenzando con la intervención de las vizcondesas de Osona, Ermetruit y Eugoncia, la mayoría de las mujeres de la familia Cardona lo protegieron y fueron enterradas en este monasterio, construido encima del agua. La vizcondesa Almodis de Barcelona, mujer de Bernardo Amat I e hija del conde Ramón Berenguer II de Barcelona, es la última dama de Cardona que fue allí enterrada, en 1131. Su esposo, Bernardo Amat I de Cardona, que morirá un año después que su hijo Ramón Folch II (m. 1150), será el último vizconde de Cardona en ser enterrado en dicho monasterio, en 1151.
Su buena relación con los condados pirenaicos (Urgel, Pallars, Castellbó) con los que les unían vínculos de sangre, los llevó a desempeñar, tradicionalmente, un papel de mediadores entre la corona y los condados de la Cataluña occidental, evitando muchos conflictos. Este papel y el poder económico de las minas de sal, convertirá a los Cardona en un linaje de una influencia capital durante la Edad Media.
La casa de Cardona va a ser la única de los linajes de la antigua alta nobleza que superaría la profunda crisis económica y política que a finales de la Edad Media se abatirá sobre esta clase social.
En el siglo XII, la explotación de la sal de Cardona representaba una considerable fuente de riqueza y la influencia de la casa no dejó de aumentar. Bernardo Amat I de Cardona fue uno de los magnates que acompañarían al conde de Barcelona, Ramón Berenguer III –de quien era cuñado– a las Baleares, en 1114. El nieto de Ramón Folc II, Guillem I de Cardona, no luchó contra los cruzados de Montfort en Occitania pero capitaneó las gestiones con el papado tendentes al retorno de Jaime I el conquistador a Cataluña y posteriormente formó parte del consejo de regencia del mismo mientras este era aún menor de edad.
Su influencia política y económica y la implicación constante en los asuntos de la corona les hará pasar de vizcondes a condes de Cardona en el siglo XIV, privilegio concedido por Alfonso el Magnánimo, y de condes a duques de Cardona un siglo más tarde, privilegio concedido por los Reyes Católicos a Joan Ramón Folc IV de Cardona, casado con la tía del rey Fernando II de Aragón.
Entre los personajes de la familia destacaron también Pedro de Cardona (m. Alcover, 1530), obispo de Urgel, arzobispo de Tarragona, Presidente de la Generalidad de Cataluña y virrey de Cataluña.
La familia tuvo diversas ramificaciones, entre las que destacan la siciliana de los vizcondes de Mazzarone (fundada por Ramón de Cardona y Ampurias, hijo de Ramón Folc V de Cardona); la de los señores de Torà (fundada por Bernado Amat de Cardona y Ampurias, hermano del anterior); la de los señores de Bellpuig, duques de Soma y duques de Sessa y condes de Palamós (fundada por Hugo de Cardona-Anglesola y de Luna, hijo de Hugo II de Cardona); y la de los Cardona-Borja, que ostentaron el marquesado de Castellnou y algunos de ellos llegaron a ser príncipes del Sacro Imperio Germánico.
La falta de sucesión masculina y los enlaces matrimoniales que se produjeron en el siglo XVI los entroncan con familias castellanas y el ducado de Cardona con grandeza de España desde tiempos inmemoriales, se integra con el ducado de Segorbe y, más tarde, en el ducado de Medinaceli, hasta que en el siglo XX el XVIII duque de Medinaceli se lo cede a su tercera hija: Casilda Fernández de Córdoba y Rey volviendo a ser rama independiente. En la actualidad la titular es Casilda Ghisla Fernández de Córdoba y Guerrero-Burgos casada con Rodrigo M. de Borbón, hijo de la princesa Teresa de Borbón-Dos Sicilias y del marqués de Laserna.

## Vizcondes de Cardona
- Ramón Folc I de Cardona, (c. 1040-1086), I vizconde de Cardona.[2]

Casado con Ermessenda de Gerona y padre de Ermessenda de Cardona, esposa de Deodat Bernat de Claramunt. Sucedió su hermano:
- Folc II de Cardona, obispo de Urgel y Barcelona, II vizconde de Cardona.[2] Sucedió su sobrino nieto:[2]

- Bernardo Amat de Cardona olim Bernat Amat de Claramunt (1086-27 de abril de 1151), III vizconde de Cardona,[2] hijo de Ermesenda de Cardona y nieto materno de Ramón Folc I de Cardona.[3] Se hizo enterrar en el  monasterio de San Pedro de Caserras.

Casado con Almodis de Barcelona (última vizcondesa enterrada en el monasterio de San Pedro de Caserras), hija de Ramón Berenguer II "Cap d'Estopes", conde de Barcelona. Sucedió su hijo:
- Ramón Folc II de Cardona (1110-1150), IV vizconde de Cardona.[2] Enterrado en el monasterio de San Pedro de Caserras.

Casado con Guillermina de Melgueil. Sucedió su hijo:
- Ramón Folc III de Cardona (1130-3 de marzo de 1176), V vizconde de Cardona.[2]

Casado con Isabel de Urgel. Sucedió su hijo:
- Berenguer Folc de Cardona (m. 1177), VI vizconde de Cardona.[2]  Sucedió su hermano:

- Guillem I de Cardona (1170-12 de julio de 1225), VII vizconde de Cardona.[2]

Casado con Geralda de Jorba (m. 1196). Sucedió su hijo:
- Ramón Folc IV de Cardona (1180-23 de agosto de 1241), VIII vizconde de Cardona.[2]

Casado con Inés de Tarroja. Sucedió su hijo:
- Ramón Folc V de Cardona (1220-5 de junio de 1276), IX vizconde de Cardona.[2]

Casado en primeras nupcias con Esclaramunda de Foix y en segundas con Sibilla d'Empúries.  Sucedió su hijo del segundo matrimonio:
- Ramón Folc VI de Cardona (26 de mayo de 1259-31 de octubre de 1320), X vizconde de Cardona.[2]

Casado en primeras nupcias alrededor de 1279 con Toda Pérez de Urrea, sin descendencia. Contrajo un segundo matrimonio en 1304 con María de Haro. Sucedió su hijo del segundo matrimonio:
- Ramón Folc VII de Cardona (m. 17 de julio de 1332), XI vizconde de Cardona.[2]

Casó en 1325 con María de Canet.  Sucedió su hermano:
- Hugo I de Cardona (abril de 1307-25 de agosto de 1334), XII vizconde de Cardona.[2] Fue enterrado en el monasterio de Cardona.

Casado con Beatriz de Anglesola. Sucedió su hijo:
- Hugo II de Cardona (15 de octubre de 1328-2 de agosto de 1400), XIII vizconde de Cardona y I conde de Cardona.[2] Fue una ayuda fundamental para Pedro el Ceremonioso en la guerra contra Jaime III de Mallorca, motivo por el cual, en agradecimiento, obtendría del monarca el condado en 1375. Acceder a este título supuso para su patrimonio, además del castillo de Cardona, las tierras limítrofes con el Bergadá, la Segarra, la Noya y la Noguera. Fue enterrado en el monasterio de Cardona].

Casó en primeras nupcias con Blanca de Ampurias y en segundas con Beatriz de Luna. Padre del I conde de Cardona:

## Condes de Cardona
- Hugo II de Cardona, XIII vizconde de Cardona y I conde de Cardona[2] desde fecha desconocida de 1375.

- Juan Ramón Folch I de Cardona (3 de enero de 1375-11 de abril de 1441), II conde de Cardona.[2]

Casado en primeras nupcias en abril de 1391 con Juana de Aragón (m. c.1419) y en segundas, después de 1419, con Beatriz de Pallars. Sucedió su hijo del primer matrimonio:
- Juan Ramón Folch II de Cardona (1400-1471), III conde de Cardona.[2]

Casado el 14 de mayo de 1414 con Juana de Aragón y Cabrera, condesa de Prades. Sucedió su hijo:
- Juan Ramón Folch III de Cardona (9 de enero de 1418-18 de junio de 1486), IV conde de Cardona.

Casado en primeras nupcias el 2 de julio de 1444 con Juana de Urgel y en segundas, con Isabel de Cabrera. Sucedió su hijo del primer matrimonio:
- Juan Ramón Folch IV de Cardona (1446-29 de enero de 1513), V conde y I duque de Cardona.[2]

Casado con Aldonza Enríquez.(1446-29 de enero de 1513).

## Duques de Cardona
|                                    | Titular                                                  | Periodo                            |
| Creación por Fernando II de Aragón | Creación por Fernando II de Aragón                       | Creación por Fernando II de Aragón |
| ---------------------------------- | -------------------------------------------------------- | ---------------------------------- |
| i                                  | Juan Ramón Folch IV de Cardona                           | 1482-1513                          |
| ii                                 | Fernando Juan Ramón Folch de Cardona y Enríquez          | 1513-1543                          |
| iii                                | Juana Folch de Cardona y Manrique de Lara                | 1543-1564                          |
| iv                                 | Francisco de Aragón Folch de Cardona                     | 1564-1575                          |
| v                                  | Juana de Aragón Folch de Cardona                         | 1575-1608                          |
| vi                                 | Enrique de Aragón Folch de Cardona y Enríquez de Cabrera | 1608-1640                          |
| vii                                | Luis de Aragón Folch de Cardona y Fernández de Córdoba   | 1640-1670                          |
| viii                               | Joaquín de Aragón Folch de Cardona y Benavides           | 1670-1670                          |
| viii                               | Pedro Antonio de Aragón Folch de Cardona                 | 1670-1676                          |
| X                                  | Catalina de Aragón Folch de Cardona y Sandoval           | 1676-1697                          |
| XI                                 | Luis Francisco de la Cerda y Aragón                      | 1697-1711                          |
| XII                                | Nicolás Fernández de Córdoba y de la Cerda               | 1711-1739                          |
| XIII                               | Luis Fernández de Córdoba y Spínola                      | 1739-1768                          |
| XIV                                | Pedro de Alcántara Fernández de Córdoba y Moncada        | 1768-1789                          |
| XV                                 | Luis Fernández de Córdoba y Gonzaga                      | 1789-1806                          |
| XVI                                | Luis Fernández de Córdoba y Benavides                    | 1806-1840                          |
| XVII                               | Luis Fernández de Córdoba y Ponce de León                | 1840-1873                          |
| XVIII                              | Luis Fernández de Córdoba y Pérez de Barradas            | 1873-1879                          |
| XIX                                | Luis Jesús Fernández de Córdoba y Salabert               | 1880-1949                          |
| XX                                 | Casilda Fernández de Córdoba y Rey                       | 1949-1998                          |
| XXI                                | Casilda Fernández de Córdoba y Guerrero-Burgos           | 1998-actual titular                |

## Árbol genealógico
| Duques de Cardona       |
| ----------------------- |
| Titulares Pretendientes |

| | | | | | |  |  | Juan Ramón Folch de Cardona y Urgel, i duque de Cardona (1446-1513)                                  | | | | | |  |  |                                                                                 |                                                                                 |                                                                                 |                                                                                 |                                                                                 |                                                                                 |  |  |  |  |  |  |  |  |  |  |
| | | | | | |  |  | | | | | | |  |  |                                                                                 |                                                                                 |                                                                                 |                                                                                 |                                                                                 |                                                                                 |  |  |  |  |  |  |  |  |  |  |
| | | | | | |  |  | Fernando Folch de Cardona, ii duque de Cardona († 1543)                                              | | | | | |  |  |                                                                                 |                                                                                 |                                                                                 |                                                                                 |                                                                                 |                                                                                 |  |  |  |  |  |  |  |  |  |  |
| | | | | | |  |  | | | | | | |  |  |                                                                                 |                                                                                 |                                                                                 |                                                                                 |                                                                                 |                                                                                 |  |  |  |  |  |  |  |  |  |  |
| | | | | | |  |  | Juana Folch de Cardona, duquesa de Segorbe, iii duquesa de Cardona (1504-1564)                       | | | | | |  |  |                                                                                 |                                                                                 |                                                                                 |                                                                                 |                                                                                 |                                                                                 |  |  |  |  |  |  |  |  |  |  |
| | | | | | |  |  | | | | | | |  |  |                                                                                 |                                                                                 |                                                                                 |                                                                                 |                                                                                 |                                                                                 |  |  |  |  |  |  |  |  |  |  |
| | | | | | |  |  | | | | | | |  |  |                                                                                 |                                                                                 |                                                                                 |                                                                                 |                                                                                 |                                                                                 |  |  |  |  |  |  |  |  |  |  |
| Francisco de Aragón, iii duque de Segorbe, iv duque de Cardona (1539-1575)                                            | Francisco de Aragón, iii duque de Segorbe, iv duque de Cardona (1539-1575)                                            | Francisco de Aragón, iii duque de Segorbe, iv duque de Cardona (1539-1575)                                            | Francisco de Aragón, iii duque de Segorbe, iv duque de Cardona (1539-1575)                                            | Francisco de Aragón, iii duque de Segorbe, iv duque de Cardona (1539-1575)                                            | Francisco de Aragón, iii duque de Segorbe, iv duque de Cardona (1539-1575)                                            |  |  | Juana de Aragón, iv duquesa de Segorbe, v duque de Cardona († 1608)                                  | Juana de Aragón, iv duquesa de Segorbe, v duque de Cardona († 1608)                                  | Juana de Aragón, iv duquesa de Segorbe, v duque de Cardona († 1608)                                  | Juana de Aragón, iv duquesa de Segorbe, v duque de Cardona († 1608)                                  | Juana de Aragón, iv duquesa de Segorbe, v duque de Cardona († 1608)                                  | Juana de Aragón, iv duquesa de Segorbe, v duque de Cardona († 1608)                                  |  |  |                                                                                 |                                                                                 |                                                                                 |                                                                                 |                                                                                 |                                                                                 |  |  |  |  |  |  |  |  |  |  |
| Francisco de Aragón, iii duque de Segorbe, iv duque de Cardona (1539-1575)                                            | Francisco de Aragón, iii duque de Segorbe, iv duque de Cardona (1539-1575)                                            | Francisco de Aragón, iii duque de Segorbe, iv duque de Cardona (1539-1575)                                            | Francisco de Aragón, iii duque de Segorbe, iv duque de Cardona (1539-1575)                                            | Francisco de Aragón, iii duque de Segorbe, iv duque de Cardona (1539-1575)                                            | Francisco de Aragón, iii duque de Segorbe, iv duque de Cardona (1539-1575)                                            |  |  | Juana de Aragón, iv duquesa de Segorbe, v duque de Cardona († 1608)                                  | Juana de Aragón, iv duquesa de Segorbe, v duque de Cardona († 1608)                                  | Juana de Aragón, iv duquesa de Segorbe, v duque de Cardona († 1608)                                  | Juana de Aragón, iv duquesa de Segorbe, v duque de Cardona († 1608)                                  | Juana de Aragón, iv duquesa de Segorbe, v duque de Cardona († 1608)                                  | Juana de Aragón, iv duquesa de Segorbe, v duque de Cardona († 1608)                                  |  |  |                                                                                 |                                                                                 |                                                                                 |                                                                                 |                                                                                 |                                                                                 |  |  |  |  |  |  |  |  |  |  |
| | | | | | |  |  | Luis Ramón de Aragón, x conde de Prades (1568-1596)                                                  | | | | | |  |  |                                                                                 |                                                                                 |                                                                                 |                                                                                 |                                                                                 |                                                                                 |  |  |  |  |  |  |  |  |  |  |
| | | | | | |  |  | | | | | | |  |  |                                                                                 |                                                                                 |                                                                                 |                                                                                 |                                                                                 |                                                                                 |  |  |  |  |  |  |  |  |  |  |
| | | | | | |  |  | Enrique de Aragón, v duque de Segorbe, vi duque de Cardona (1588-1640)                               | | | | | |  |  |                                                                                 |                                                                                 |                                                                                 |                                                                                 |                                                                                 |                                                                                 |  |  |  |  |  |  |  |  |  |  |
| | | | | | |  |  | | | | | | |  |  |                                                                                 |                                                                                 |                                                                                 |                                                                                 |                                                                                 |                                                                                 |  |  |  |  |  |  |  |  |  |  |
| | | | | | |  |  | | | | | | |  |  |                                                                                 |                                                                                 |                                                                                 |                                                                                 |                                                                                 |                                                                                 |  |  |  |  |  |  |  |  |  |  |
| | | | | | |  |  | Luis Ramón de Aragón, vi duque de Segorbe, vii duque de Cardona (1608-1670)                          | Luis Ramón de Aragón, vi duque de Segorbe, vii duque de Cardona (1608-1670)                          | Luis Ramón de Aragón, vi duque de Segorbe, vii duque de Cardona (1608-1670)                          | Luis Ramón de Aragón, vi duque de Segorbe, vii duque de Cardona (1608-1670)                          | Luis Ramón de Aragón, vi duque de Segorbe, vii duque de Cardona (1608-1670)                          | Luis Ramón de Aragón, vi duque de Segorbe, vii duque de Cardona (1608-1670)                          |  |  | Pedro Antonio de Aragón, viii duque de Segorbe, ix duque de Cardona (1611-1676) | Pedro Antonio de Aragón, viii duque de Segorbe, ix duque de Cardona (1611-1676) | Pedro Antonio de Aragón, viii duque de Segorbe, ix duque de Cardona (1611-1676) | Pedro Antonio de Aragón, viii duque de Segorbe, ix duque de Cardona (1611-1676) | Pedro Antonio de Aragón, viii duque de Segorbe, ix duque de Cardona (1611-1676) | Pedro Antonio de Aragón, viii duque de Segorbe, ix duque de Cardona (1611-1676) |  |  |  |  |  |  |  |  |  |  |
| | | | | | |  |  | Luis Ramón de Aragón, vi duque de Segorbe, vii duque de Cardona (1608-1670)                          | Luis Ramón de Aragón, vi duque de Segorbe, vii duque de Cardona (1608-1670)                          | Luis Ramón de Aragón, vi duque de Segorbe, vii duque de Cardona (1608-1670)                          | Luis Ramón de Aragón, vi duque de Segorbe, vii duque de Cardona (1608-1670)                          | Luis Ramón de Aragón, vi duque de Segorbe, vii duque de Cardona (1608-1670)                          | Luis Ramón de Aragón, vi duque de Segorbe, vii duque de Cardona (1608-1670)                          |  |  | Pedro Antonio de Aragón, viii duque de Segorbe, ix duque de Cardona (1611-1676) | Pedro Antonio de Aragón, viii duque de Segorbe, ix duque de Cardona (1611-1676) | Pedro Antonio de Aragón, viii duque de Segorbe, ix duque de Cardona (1611-1676) | Pedro Antonio de Aragón, viii duque de Segorbe, ix duque de Cardona (1611-1676) | Pedro Antonio de Aragón, viii duque de Segorbe, ix duque de Cardona (1611-1676) | Pedro Antonio de Aragón, viii duque de Segorbe, ix duque de Cardona (1611-1676) |  |  |  |  |  |  |  |  |  |  |
| | | | | | |  |  | | | | | | |  |  |                                                                                 |                                                                                 |                                                                                 |                                                                                 |                                                                                 |                                                                                 |  |  |  |  |  |  |  |  |  |  |
| | | | | | |  |  | Catalina de Aragón, duquesa de Medinaceli, VIII duquesa de Segorbe, x duquesa de Cardona (1635-1697) | Catalina de Aragón, duquesa de Medinaceli, VIII duquesa de Segorbe, x duquesa de Cardona (1635-1697) | Catalina de Aragón, duquesa de Medinaceli, VIII duquesa de Segorbe, x duquesa de Cardona (1635-1697) | Catalina de Aragón, duquesa de Medinaceli, VIII duquesa de Segorbe, x duquesa de Cardona (1635-1697) | Catalina de Aragón, duquesa de Medinaceli, VIII duquesa de Segorbe, x duquesa de Cardona (1635-1697) | Catalina de Aragón, duquesa de Medinaceli, VIII duquesa de Segorbe, x duquesa de Cardona (1635-1697) |  |  | Joaquín de Aragón, vii duque de Segorbe, viii duque de Cardona (1667-1670)      | Joaquín de Aragón, vii duque de Segorbe, viii duque de Cardona (1667-1670)      | Joaquín de Aragón, vii duque de Segorbe, viii duque de Cardona (1667-1670)      | Joaquín de Aragón, vii duque de Segorbe, viii duque de Cardona (1667-1670)      | Joaquín de Aragón, vii duque de Segorbe, viii duque de Cardona (1667-1670)      | Joaquín de Aragón, vii duque de Segorbe, viii duque de Cardona (1667-1670)      |  |  |  |  |  |  |  |  |  |  |
| | | | | | |  |  | Catalina de Aragón, duquesa de Medinaceli, VIII duquesa de Segorbe, x duquesa de Cardona (1635-1697) | Catalina de Aragón, duquesa de Medinaceli, VIII duquesa de Segorbe, x duquesa de Cardona (1635-1697) | Catalina de Aragón, duquesa de Medinaceli, VIII duquesa de Segorbe, x duquesa de Cardona (1635-1697) | Catalina de Aragón, duquesa de Medinaceli, VIII duquesa de Segorbe, x duquesa de Cardona (1635-1697) | Catalina de Aragón, duquesa de Medinaceli, VIII duquesa de Segorbe, x duquesa de Cardona (1635-1697) | Catalina de Aragón, duquesa de Medinaceli, VIII duquesa de Segorbe, x duquesa de Cardona (1635-1697) |  |  | Joaquín de Aragón, vii duque de Segorbe, viii duque de Cardona (1667-1670)      | Joaquín de Aragón, vii duque de Segorbe, viii duque de Cardona (1667-1670)      | Joaquín de Aragón, vii duque de Segorbe, viii duque de Cardona (1667-1670)      | Joaquín de Aragón, vii duque de Segorbe, viii duque de Cardona (1667-1670)      | Joaquín de Aragón, vii duque de Segorbe, viii duque de Cardona (1667-1670)      | Joaquín de Aragón, vii duque de Segorbe, viii duque de Cardona (1667-1670)      |  |  |  |  |  |  |  |  |  |  |
| | | | | | |  |  | | | | | | |  |  |                                                                                 |                                                                                 |                                                                                 |                                                                                 |                                                                                 |                                                                                 |  |  |  |  |  |  |  |  |  |  |
| Feliche María de la Cerda marquesa de Priego (1657-1709)                                                              | Feliche María de la Cerda marquesa de Priego (1657-1709)                                                              | Feliche María de la Cerda marquesa de Priego (1657-1709)                                                              | Feliche María de la Cerda marquesa de Priego (1657-1709)                                                              | Feliche María de la Cerda marquesa de Priego (1657-1709)                                                              | Feliche María de la Cerda marquesa de Priego (1657-1709)                                                              |  |  | Luis Francisco de la Cerda, ix duque de Medinaceli, xi duque de Cardona (1660-1711)                  | Luis Francisco de la Cerda, ix duque de Medinaceli, xi duque de Cardona (1660-1711)                  | Luis Francisco de la Cerda, ix duque de Medinaceli, xi duque de Cardona (1660-1711)                  | Luis Francisco de la Cerda, ix duque de Medinaceli, xi duque de Cardona (1660-1711)                  | Luis Francisco de la Cerda, ix duque de Medinaceli, xi duque de Cardona (1660-1711)                  | Luis Francisco de la Cerda, ix duque de Medinaceli, xi duque de Cardona (1660-1711)                  |  |  |                                                                                 |                                                                                 |                                                                                 |                                                                                 |                                                                                 |                                                                                 |  |  |  |  |  |  |  |  |  |  |
| Feliche María de la Cerda marquesa de Priego (1657-1709)                                                              | Feliche María de la Cerda marquesa de Priego (1657-1709)                                                              | Feliche María de la Cerda marquesa de Priego (1657-1709)                                                              | Feliche María de la Cerda marquesa de Priego (1657-1709)                                                              | Feliche María de la Cerda marquesa de Priego (1657-1709)                                                              | Feliche María de la Cerda marquesa de Priego (1657-1709)                                                              |  |  | Luis Francisco de la Cerda, ix duque de Medinaceli, xi duque de Cardona (1660-1711)                  | Luis Francisco de la Cerda, ix duque de Medinaceli, xi duque de Cardona (1660-1711)                  | Luis Francisco de la Cerda, ix duque de Medinaceli, xi duque de Cardona (1660-1711)                  | Luis Francisco de la Cerda, ix duque de Medinaceli, xi duque de Cardona (1660-1711)                  | Luis Francisco de la Cerda, ix duque de Medinaceli, xi duque de Cardona (1660-1711)                  | Luis Francisco de la Cerda, ix duque de Medinaceli, xi duque de Cardona (1660-1711)                  |  |  |                                                                                 |                                                                                 |                                                                                 |                                                                                 |                                                                                 |                                                                                 |  |  |  |  |  |  |  |  |  |  |
| Nicolás Fernández de Córdoba, x duque de Medinaceli, XII duque de Cardona (1682-1739)                                 | | | | | |  |  | | | | | | |  |  |                                                                                 |                                                                                 |                                                                                 |                                                                                 |                                                                                 |                                                                                 |  |  |  |  |  |  |  |  |  |  |
| | | | | | |  |  | | | | | | |  |  |                                                                                 |                                                                                 |                                                                                 |                                                                                 |                                                                                 |                                                                                 |  |  |  |  |  |  |  |  |  |  |
| Luis Antonio Fernández de Córdoba, xi duque de Medinaceli, xiii duque de Cardona (1704-1768)                          | | | | | |  |  | | | | | | |  |  |                                                                                 |                                                                                 |                                                                                 |                                                                                 |                                                                                 |                                                                                 |  |  |  |  |  |  |  |  |  |  |
| | | | | | |  |  | | | | | | |  |  |                                                                                 |                                                                                 |                                                                                 |                                                                                 |                                                                                 |                                                                                 |  |  |  |  |  |  |  |  |  |  |
| Pedro de Alcántara Fernández de Córdoba, xii duque de Medinaceli, xiv duque de Cardona (1730-1789)                    | | | | | |  |  | | | | | | |  |  |                                                                                 |                                                                                 |                                                                                 |                                                                                 |                                                                                 |                                                                                 |  |  |  |  |  |  |  |  |  |  |
| | | | | | |  |  | | | | | | |  |  |                                                                                 |                                                                                 |                                                                                 |                                                                                 |                                                                                 |                                                                                 |  |  |  |  |  |  |  |  |  |  |
| Luis María Fernández de Córdoba, xiii duque de Medinaceli, xv duque de Cardona (1749-1806)                            | | | | | |  |  | | | | | | |  |  |                                                                                 |                                                                                 |                                                                                 |                                                                                 |                                                                                 |                                                                                 |  |  |  |  |  |  |  |  |  |  |
| | | | | | |  |  | | | | | | |  |  |                                                                                 |                                                                                 |                                                                                 |                                                                                 |                                                                                 |                                                                                 |  |  |  |  |  |  |  |  |  |  |
| Luis Joaquín Fernández de Córdoba, xiv duque de Medinaceli, xvi duque de Cardona (1780-1840)                          | | | | | |  |  | | | | | | |  |  |                                                                                 |                                                                                 |                                                                                 |                                                                                 |                                                                                 |                                                                                 |  |  |  |  |  |  |  |  |  |  |
| | | | | | |  |  | | | | | | |  |  |                                                                                 |                                                                                 |                                                                                 |                                                                                 |                                                                                 |                                                                                 |  |  |  |  |  |  |  |  |  |  |
| Luis Tomás Fernández de Córdoba, xv duque de Medinaceli, xvii duque de Cardona (1813-1873)                            | | | | | |  |  | | | | | | |  |  |                                                                                 |                                                                                 |                                                                                 |                                                                                 |                                                                                 |                                                                                 |  |  |  |  |  |  |  |  |  |  |
| | | | | | |  |  | | | | | | |  |  |                                                                                 |                                                                                 |                                                                                 |                                                                                 |                                                                                 |                                                                                 |  |  |  |  |  |  |  |  |  |  |
| Luis María Fernández de Córdoba, xvi duque de Medinaceli, xviii duque de Cardona (1851-1879)                          | | | | | |  |  | | | | | | |  |  |                                                                                 |                                                                                 |                                                                                 |                                                                                 |                                                                                 |                                                                                 |  |  |  |  |  |  |  |  |  |  |
| | | | | | |  |  | | | | | | |  |  |                                                                                 |                                                                                 |                                                                                 |                                                                                 |                                                                                 |                                                                                 |  |  |  |  |  |  |  |  |  |  |
| Luis Jesús Fernández de Córdoba, xvii duque de Medinaceli, xix duque de Cardona (1880-1956)                           | | | | | |  |  | | | | | | |  |  |                                                                                 |                                                                                 |                                                                                 |                                                                                 |                                                                                 |                                                                                 |  |  |  |  |  |  |  |  |  |  |
| | | | | | |  |  | | | | | | |  |  |                                                                                 |                                                                                 |                                                                                 |                                                                                 |                                                                                 |                                                                                 |  |  |  |  |  |  |  |  |  |  |
| | | | | | |  |  | | | | | | |  |  |                                                                                 |                                                                                 |                                                                                 |                                                                                 |                                                                                 |                                                                                 |  |  |  |  |  |  |  |  |  |  |
| Victoria Eugenia Fernández de Córdoba, xviii duquesa de Medinaceli (1917-2013) Con sucesión en la casa de Medinaceli. | Victoria Eugenia Fernández de Córdoba, xviii duquesa de Medinaceli (1917-2013) Con sucesión en la casa de Medinaceli. | Victoria Eugenia Fernández de Córdoba, xviii duquesa de Medinaceli (1917-2013) Con sucesión en la casa de Medinaceli. | Victoria Eugenia Fernández de Córdoba, xviii duquesa de Medinaceli (1917-2013) Con sucesión en la casa de Medinaceli. | Victoria Eugenia Fernández de Córdoba, xviii duquesa de Medinaceli (1917-2013) Con sucesión en la casa de Medinaceli. | Victoria Eugenia Fernández de Córdoba, xviii duquesa de Medinaceli (1917-2013) Con sucesión en la casa de Medinaceli. |  |  | Casilda Fernández de Córdoba, xx duquesa de Cardona (1941-1998)                                      | Casilda Fernández de Córdoba, xx duquesa de Cardona (1941-1998)                                      | Casilda Fernández de Córdoba, xx duquesa de Cardona (1941-1998)                                      | Casilda Fernández de Córdoba, xx duquesa de Cardona (1941-1998)                                      | Casilda Fernández de Córdoba, xx duquesa de Cardona (1941-1998)                                      | Casilda Fernández de Córdoba, xx duquesa de Cardona (1941-1998)                                      |  |  |                                                                                 |                                                                                 |                                                                                 |                                                                                 |                                                                                 |                                                                                 |  |  |  |  |  |  |  |  |  |  |
| Victoria Eugenia Fernández de Córdoba, xviii duquesa de Medinaceli (1917-2013) Con sucesión en la casa de Medinaceli. | Victoria Eugenia Fernández de Córdoba, xviii duquesa de Medinaceli (1917-2013) Con sucesión en la casa de Medinaceli. | Victoria Eugenia Fernández de Córdoba, xviii duquesa de Medinaceli (1917-2013) Con sucesión en la casa de Medinaceli. | Victoria Eugenia Fernández de Córdoba, xviii duquesa de Medinaceli (1917-2013) Con sucesión en la casa de Medinaceli. | Victoria Eugenia Fernández de Córdoba, xviii duquesa de Medinaceli (1917-2013) Con sucesión en la casa de Medinaceli. | Victoria Eugenia Fernández de Córdoba, xviii duquesa de Medinaceli (1917-2013) Con sucesión en la casa de Medinaceli. |  |  | Casilda Fernández de Córdoba, xx duquesa de Cardona (1941-1998)                                      | Casilda Fernández de Córdoba, xx duquesa de Cardona (1941-1998)                                      | Casilda Fernández de Córdoba, xx duquesa de Cardona (1941-1998)                                      | Casilda Fernández de Córdoba, xx duquesa de Cardona (1941-1998)                                      | Casilda Fernández de Córdoba, xx duquesa de Cardona (1941-1998)                                      | Casilda Fernández de Córdoba, xx duquesa de Cardona (1941-1998)                                      |  |  |                                                                                 |                                                                                 |                                                                                 |                                                                                 |                                                                                 |                                                                                 |  |  |  |  |  |  |  |  |  |  |
| | | | | | |  |  | Casilda Ferández de Córdoba, xxi duquesa de Cardona (n. 1982)                                        | | | | | |  |  |                                                                                 |                                                                                 |                                                                                 |                                                                                 |                                                                                 |                                                                                 |  |  |  |  |  |  |  |  |  |  |